# Schlacht von Chaironeia
Die Schlacht von Chaironeia im August des Jahres 338 v. Chr. besiegelte mit der Niederlage der Allianz um Athen und Theben die Hegemonie Makedoniens über Griechenland.

## Vorgeschichte
Im Jahr 348 v. Chr. besetzte König Philipp II.  von Makedonien die strategisch wichtige Stadt Olynthos nach einjähriger Belagerung. Für die Seemacht Athen schien die lebenswichtige Versorgung mit Getreide aus dem Bosporanischen Reich zunehmend durch die makedonischen Eroberungen gefährdet. Als Philipp erneut den thrakischen König Kersebleptes 342 v. Chr. bekriegte, rüstete Athen eine Flotte aus, um den von Philipps Truppen belagerten Städten Perinthos und Byzantion zu Hilfe zu kommen. Philipp musste daher unverrichteter Dinge von beiden Städten ablassen. 
Im März 339 v. Chr. hatten die ozolischen Lokrer von Amphissa widerrechtlich Landgebiet des Heiligtums von Delphi bebaut, worauf der athenische Redner Aischines, der Führer der makedonischen Partei, den Rat der Amphiktyonen zum Vierten Heiligen Krieg veranlasste. Da der erste Angriff der Lokrer zurückgeschlagen werden konnte, wählten die Amphiktyonen im Oktober 339 v. Chr. den makedonischen König zum neuen Schirmherrn. Philipp II. erhielt daher wie bereits beim Dritten Heiligen Krieg den nötigen Vorwand, erneut mit seinen Truppen in Zentral-Griechenland einzurücken. Seit dem Frieden des Philokrates hatte er sich zudem die Durchgänge an den Thermopylen gesichert. Die makedonischen Truppen beendeten den Krieg gegen Amphissa siegreich, besetzten dann mit Duldung der Phoker auch die Stadt Elateia am Kephissos, einen Schlüsselpunkt für die Zugangswege nach Böotien und Attika. Diese unmittelbare Bedrohung veranlasste die Stadt Theben, welche es bisher beständig mit Philipp gehalten hatte, Athen um Beistand zu ersuchen. 
Die überzeugenden Reden des athenischen Redners und Politikers Demosthenes, der nach Theben eilte, brachten die Stadt dazu, den alten Groll aufzugeben und sich mit dem einstigen Gegner zu verbünden. Das athenische Heer war bereits unter Chares präventiv in Böotien eingerückt und konnte sich innerhalb weniger Tage mit dem thebanischen Kontingent unter Theagenes vereinigen. Das verbündete Heer beider Städte wurde zudem durch kleine Kontingente aus Chalkis, Megara, Achaia und Korinth verstärkt. Im August 338 v. Chr. marschierten die Truppen Philipps die Hauptstraße von Phokis nach Böotien vor, um die alliierte Armee anzugreifen, welche die Straße bei Chaironeia blockiert hatte.

## Verlauf

Schlachtplan

Das makedonische Heer, das wie das alliierte etwa 30.000 Mann zählte, führte Philipp II. an. Dessen Sohn Alexander trat erstmals in Erscheinung und kommandierte die berittenen Truppen auf dem linken Flügel des Heeres. Die Allianz der griechischen Poleis ging maßgeblich auf Bemühungen Demosthenes’ zurück (→ Philippika) und umfasste laut Schätzungen etwa 10.000 (allerdings unerfahrene) athenische Hopliten auf dem linken Flügel, die Verbündeten und Söldner in der Mitte der Formation sowie als Hauptstreitmacht die thebanischen Truppen, einschließlich der berühmten Heiligen Schar (300 Elitesoldaten), auf dem äußeren rechten Flügel.
Die Athener und Verbündeten gingen zu Beginn der Schlacht ziemlich ungeordnet vor, während sich die makedonische Phalanx geordnet und nur scheinbar zurückgezogen hatte. Die Truppe der Thebaner hielt zunächst die Formation, während die Athener nach links rückten, wodurch sich eine Lücke in der antimakedonischen Truppe eröffnete. In diese Lücke stieß nun Alexander mit seiner berittenen Truppe vom linken makedonischen Flügel verheerend hinein. Anschließend rückte die gefürchtete makedonische Phalanx wieder vor. Dabei setzten sich einige Teile des griechischen Heeres ab oder flohen, die thebanische Heilige Schar jedoch hielt ihre Stellung und verlor dabei etwa 250 ihrer 300 Mann. Mithin war die Niederlage verheerend. Die Truppen der Athener sowie Thebaner verloren insgesamt um die 2000 Mann und etwa 4000 Hopliten gerieten in Gefangenschaft. Die Makedonen hatten nur relativ wenige Tote zu beklagen; es war Alexanders erster großer Sieg, doch scheint er von Philipp nicht dafür ausgezeichnet worden zu sein.

## Auswirkung

Griechenland nach dem Tod von Philipp II.

Die besiegten griechischen Poleis wurden recht schonend behandelt. Das unterlegene Athen durfte seine demokratische Verfassung behalten; erst nach der Niederlage im Lamischen Krieg 322 v. Chr. bestanden die Makedonen auf der Abschaffung der Demokratie. Theben erhielt jedoch einen Straffrieden, der eine makedonische (oligarchische) Besatzung zur Folge hatte. Im Herbst 335 v. Chr. wurde es schließlich von Alexanders Truppen zerstört, weil es nach dem Mord an Philipp glaubte, die Makedonen schlagen zu können. Die gute Behandlung Athens lässt sich vermutlich damit erklären, dass Philipp II. Athen aufgrund seiner panhellenischen Propaganda nicht zerstören und damit ein Machtvakuum entstehen lassen wollte. Zudem brauchte er für seinen geplanten Persienfeldzug die Seeflotte Athens.